# ロックウェーブ
ロックウェーブ（英称:Rockwave,Inc.）は、滋賀県大津市にある携帯電話向け通販のSaaS事業を主とする企業。

「ロックウェーブ」という社名は、創業者の岩波裕之にちなんで岩：ロック、波：ウェーブと名づけられたと言われているが、岩波本人はロック：人々の心を揺さぶる、ウェーブ：大きな波を世の中に起したいと言う思いから社名としたと自社WEBサイトで説明している。